# George Constantin

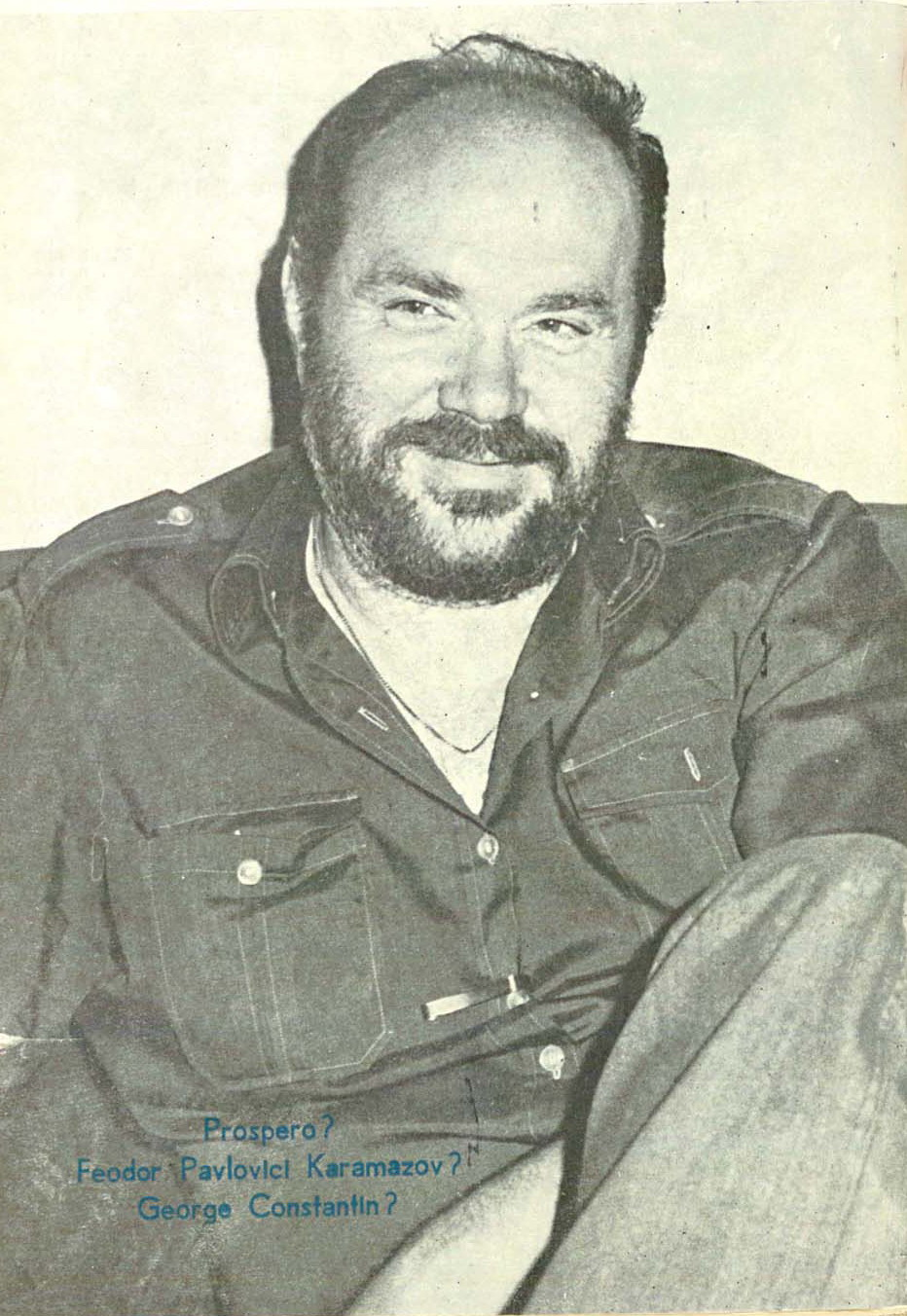
George Constantin

George Constantin (* 3. Mai 1933 in Bukarest, Rumänien; † 30. April 1994 ebenda) war ein rumänischer Schauspieler.

## Leben
George Constantin war der Sohn von Elena und Tanase Constantin, zwei Fabrikarbeitern. Nach dem Tod seines Vaters verbrachte er mit seiner Schwester und Mutter seine Kindheit in Armut, welche sich während des Zweiten Weltkrieges und den Angriffen der Deutschen verschlimmerte. Bereits im Alter von zehn Jahren entdeckte Constantin das Theater für sich, sodass er später beschloss, Schauspiel zu studieren. Allerdings begann er ab 1948 eine Ausbildung zum Mechaniker. Erst als man während seiner Ausbildung 1949 Laiendarsteller für Theateraufführungen suchte, stand er zum ersten Mal auf der Bühne. Zwei Jahre später bestand er 1951 die Aufnahmeprüfung zur Nationaluniversität der Theater- und Filmkunst „Ion Luca Caragiale“, wo er 1952 sein Schauspielstudium begann.
Noch während seines Studiums debütierte Constantin 1954 im Alter von 21 Jahren mit dem Theaterstück „Drumul soarelui“ von Virgil Stoenescu auf der Bühne. Nach seinem Studium leistete er von 1956 bis 1957 seinen Wehrdienst ab, wobei er bei der Armee ebenfalls Theater spielte. Anschließend fand er mehrere Theaterengagements in Bukarest und war ab Mitte der 1960er Jahre in Filmen wie Ein Lächeln im Sommer, An den Pforten der Erde und Der Raub der Jungfrauen regelmäßig auf der Leinwand zu sehen.
Constantin war mit der Sopranistin Iulia Buciuceanu verheiratet. Der gemeinsame Sohn Mihai Constantin ist ebenfalls Schauspieler.

## Filmografie (Auswahl)
- 1963: Ein Lächeln im Sommer (Un surîs în plina vară)
- 1966: An den Pforten der Erde (La portile pamîntului)
- 1967: Die Morgenstunde eines braven Jungen (Diminețile unui băiat cuminte)
- 1968: Der Raub der Jungfrauen (Răpirea fecioarelor)
- 1968: Die Rekonstruktion (Reconstituirea)
- 1968: Die Rache der Heiducken (Răzbunarea haiducilor)
- 1973: Die Jagd nach der Handschrift (Cantemir)
- 1973: Die letzte Patrone (Ultimul cartuș)
- 1974: Der verborgene Berg (Muntele ascuns)
- 1974: Mit reinen Händen (Cu mîinile curate)
- 1977: Philip, der Gute (Filip cel Bun)
- 1978: Zwischen parallelen Spiegeln (Între oglinzi paralele)
- 1979: Das wahre Leben des Fürsten Dracula (Vlad Tepes)
- 1980: Das Gold der Daker (Burebista)
- 1981: Eine Besatzung für Singapur (Un echipaj pentru Singapore)
- 1981: Hochzeit vor dem Henker (Iancu Jianu, haiducul)
- 1982: Der Rechner gesteht (Calculatorul mărturisește)
- 1983: Das Duell (Duelul)
- 1984: Galax – Der gefühlvolle Roboter (Galax, omul păpușe)
- 1986: Alles bezahlt man (Totul se plătește)